# Polonia Bytom (fotbal)
Klub Sportowy Polonia Bytom, zkráceně Polonia Bytom, je polský fotbalový klub sídlící ve městě Bytom. Klub existoval v letech 1920 až 1922 a potom od roku 1945. 2× byl mistrem Polska.

## Historie
Klub byl založen roku 1920 během polského povstání v horním Slezsku. V roce 1922 bylo ale rozhodnuto, že Bytom zůstane v Německu, a klub zanikl.
V roce 1945 klub znovuzaložili bývalí hráči, funkcionáři a příznivci Pogoně Lvov, podobně jako založili i Odru Opole, Piast Gliwice a Pogoň Štětín. Ti z Lvova museli odejít na západ, když bylo jasné, že Lvov získá Sovětský svaz. Barvy všech těchto klubů jsou červená a modrá.
V letech 1954 a 1962 vyhrála Polonia Bytom polskou ligu. PMEZ hrála v letech 1958/59 (i když nebyla mistrem) a 1962/63.
V roce 1965 vyhrála Pohár Intertoto. Ve stejném roce vyhrála i International Soccer League. Jako vítěz této soutěže byla vyzyvatelem Dukly Praha v American Challenge Cup. Nad Duklou, která vyhrála předtím 4× za sebou, vyhrála a stala se tak posledním vítězem této soutěže.
V letech 1987–2007 hrál tým 20 let jen v nižších ligách. 1. ligu hrál znovu v letech 2007–2011, ale od roku 2011 je zase jen v nižších ligách.

## Úspěchy

### Domácí
- Ekstraklasa
  - Vítěz (2): 1954, 1962
  - 2. místo (4): 1952, 1958, 1959, 1961
- Pohár
  - Finalista (3): 1963–64, 1972–73, 1976–77

### Mezinárodní
- Pohár Intertoto
  - Vítěz (1): 1964–65
  - Finalista (1): 1963–64
- International Soccer League + American Challenge Cup
  - Vítěz (1): 1965